# 발찬상
발찬상(이탈리아어: Premio Balzan)은 국제 발찬 재단(이탈리아어: Fondazione Internazione Premio Balzan)에서 1961년부터 세계적으로 우수한 성과를 이뤄낸 학자 및 예술가에게 수여된 상이다. 보통 매년 4개의 상을 수여하지만, 경우에 따라 3 또는 5명에게 수여되기도 한다. 상금은 각 수상자에게 100만 프랑 (한화 약 10억)이다. 수상 대상 영역은 인문·사회 분야 및 예술에서 2개, 자연과학 및 의학에서 2개의 상이 수여된다.

## 역사
재단은 밀라노와 취리히에 위치하여 이탈리아 저널리스트 에우제니오 발찬(이탈리아어: Eugenio Balzan, 1874~1953)의 이름으로 수여하고 있다.
재단은 그의 딸 안젤라 발찬(이탈리아어: Angela Balzan)이 1957년 루가노에서 아버지의 유산으로 설립했다.
첫 번째 상은 1961년 노벨 재단에 수여됐다.

## 수상자
- 수상자 명단(영문)